# Itea (Focida)
Itea (în greacă Ιτέα, cu sensul „salcie”) este un oraș și o fostă municipalitate în partea de sud-est a prefecturii Focida din Grecia. Prin reformele administrației publice locale din 2011 orașul Itea a devenit o parte componentă a municipalității Delphi, fiind o unitate municipală a acesteia.

## Diviziune administrativă
Unitatea municipală Itea este formată din comunitățile Itea, Kirra și Tritaia.

## Geografie
Itea este situat pe coasta de nord a Golfului Corint, la 2 km vest de Kirra, 8 km sud-vest de Delphi, 11 km sud de Amphissa și 52 km est de Naupactus. Drumul Național Grec nr. 48 face legătura între Itea și Naupactus, Delphi și Levadeia, iar Drumul Național Grec nr. 27 cu Amphissa și Lamia. Comunitatea Itea acoperă o suprafață de 6,305 km2, în timp ce unitatea municipală acoperă o suprafață de 26,351 km2.

## Istoria populației

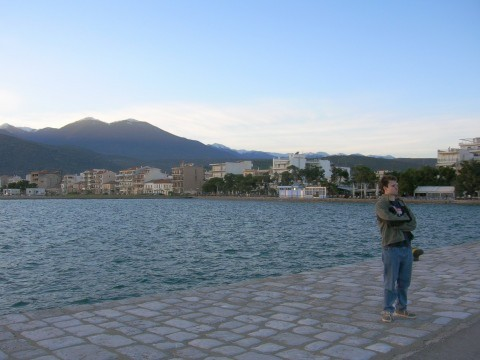
Orașul Itea în martie 2006, văzut de pe unul din docurile sale.

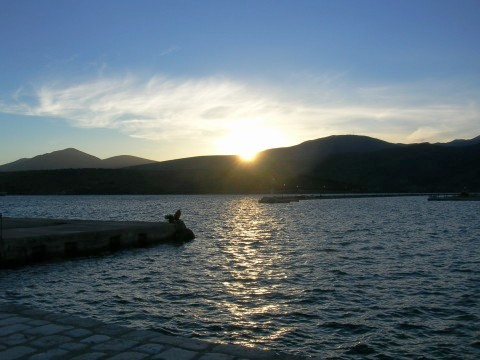
Apus de soare de pe un doc din Itea, Grecia.

| An   | Populația orașului | Populația municipalității |
| ---- | ------------------ | ------------------------- |
| 1981 | 4.438              | -                         |
| 1991 | 4.303              | 5.592                     |
| 2001 | 4.666              | 6.072                     |
| 2011 | 4.362              | 5.888                     |